# 벤바
《벤바》(Venba)는 비사이 게임즈(Visai Games)가 2023년 제작하고 배급한 내러티브 요리 게임이다. 1988년을 배경으로 캐나다에 정착한 인도인 이민자 부부의 이야기를 다루며, 타밀 문화와 남인도 요리가 주요 소재로 차용되었다. 2023년 7월 31일 닌텐도 스위치, 플레이스테이션 5, 윈도우, 엑스박스 원과 엑스박스 시리즈 X/S용으로 발매되었다. 2024년 IGF 시머스 맥널리 대상을 수상하였다.